# C-68
La autovía C-68 es el futuro eje viario este-oeste que comunicará la localidad de Figueras con Rosas, pasando por Vilatenim, Vilasacra, Fortiá y Castellón de Ampurias.
Su nomenclatura actual es C-260, pero la Generalidad de Cataluña tiene previsto cambiarlo por el de C-68.